# Magnus Henriksson
Magnus Henriksson (ca. 1130 - Örebro, na 4 februari 1161) was prins van Denemarken en van 1160 tot 1161 koning van Zweden. Hij was een nazaat uit het Huis Stenkil.
Zijn ouders waren de zoon van Sven de Kruisvader, de Deense prins Henrik Skadelår (en aldus een kleinzoon van Sven II van Denemarken), en diens vrouw Ingrid Ragnvaldsdatter, dochter de Zweedse koning Ragnvald en diens vrouw Helena (en aldus een kleindochter van koning Inge I van Zweden uit het Huis Stenkil). Hij behoorde tot een van de drie agnatische linies van de Deense koning Sven Estridsson. Vijf broers van zijn grootvader Sven waren koningen van Denemarken.
Hij was getrouwd met Brigida, de buitenechtelijke dochter van Harald Gille, met wie de moeder van Magnus na de dood van haar man Henrik Skadelår was getrouwd. Ze was aldus zijn stiefzus. Brigida was voorheen met Karel Sunesson getrouwd geweest.
Vóór het midden van de jaren 50 van de 12e eeuw hebben we geen bronnen over hem, buiten een brief met privileges voor het Benedictijnenklooster in Ringsted uit 1148 waarin hij als getuige optrad. Volgens Saxo Grammaticus zou hij er in zijn streven koning te worden een dienaar van koning Sverker de Oudere tot het vermoorden van deze hebben opgestookt. De Koningskroniek van Västgötalag vertelt eenzelfde verhaal. Daar wordt gezegd dat de moordenaar de stalmeester van de koning zou zijn geweest, maar vermeldt in verband met deze gebeurtenis niet de naam van Magnus Henriksson. De Erikslegende verhaalt dat Erik de Heilige op 18 mei 1160 (Hemelvaartsdag), bij de Drievuldigheidskerk van Östra Aros (Uppsala) door een Deense prins genaamd Magnus werd gedood. Deze Magnus wordt met Magnus Henriksson gelijkgesteld. Hij regeerde over bijna geheel Zweden. Vanwege het feit dat hij de troon met geweld veroverde, wordt hij als tegenkoning gekenmerkt van Erik IX's eigenlijke opvolger Karel VII. Snorri Sturluson, die net zoals Saxo Erik de Heilige niet vermeldt, verhaalt dat Magnus' halfbroer Orm, een buitenechtelijke zoon van zijn moeder, naar zijn broer koning Magnus van Zweden zou zijn gevlucht, nadat diens halfbroer koning Inge Krogrygg van Noorwegen op 4 februari 1161 was gedood geworden.
Volgens de Koningskroniek werd Magnus door Karel Sverkersson, de zoon van de vermoorde Sverker I, bij Örebro gedood. Karel Sverkersson werd daarmee alleenheerser in Zweden.